# Raja rhina
Raja rhina är en rockeart som beskrevs av Jordan och Gilbert 1880. Raja rhina ingår i släktet Raja och familjen egentliga rockor. IUCN kategoriserar arten globalt som livskraftig. Inga underarter finns listade i Catalogue of Life.